# 奧布阿西金礦場
奧布阿西金礦場（英語：Obuasi Gold Mine）為一座加纳的露天和地下金礦場，緊鄰阿散蒂地區的城市奧布阿西， 該礦場為世界十大金礦場之一。
安格魯阿散蒂黃金公司為該礦場的所有者。該礦場坐落在北阿丹西縣境內。
奧布阿西金礦場於1897年開始挖掘，至今有超過112年歷史，此礦場最初稱為「阿散蒂礦場」（Ashanti Mine）。
2008年，奧布阿西金礦場與伊杜瓦普里姆金礦場兩座礦場組成了安格魯阿散蒂黃金公司的迦納業務，使該公司年度生產量成長11%。2004年，安格魯黃金公司與阿散蒂金礦公司合併成安格魯阿散蒂黃金公司，兩座礦場成為安格魯阿散蒂黃金公司的一部分。
2009年，此礦場的雇用人數超過五千七百人。該礦場曾在2008年和2009年分別發生了兩起以及一起死亡事故。

## 歷史
奧布阿西金礦場於1897年開始挖掘，當時此礦場稱為阿散蒂礦場。
奧布阿西金礦場總經理奎西·恩揚（Kwesi Enyan）在接受媒體專訪時發表聲明：「這座礦場雖然礦產資源豐富，但像是把礦場轉虧為盈、解決社會和環境的問題、改善對社會的承諾以及非法開採等問題都是我們需要面臨到的挑戰」。而該礦場曾因汙染環境，早在1975年時就被人批評，且這樣的汙染之後還會持續下去。

## 產量
此表為奧布阿西金礦場近年來黃金開採的年度產量：
| 年度   | 產量        | 品位     | 每盎司價格 |
| 2002年 | 537,219盎司 | 4.84 g/t | 198美元    |
| 2003年 | 513,163盎司 | 4.28 g/t | 217美元    |
| 2004年 | 255,000盎司 | 5.27 g/t | 305美元    |
| 2005年 | 391,000盎司 | 4.77 g/t | 345美元    |
| 2006年 | 387,000盎司 | 4.39 g/t | 395美元    |
| 2007年 | 360,000盎司 | 4.43 g/t | 459美元    |
| 2008年 | 357,000盎司 | 4.37 g/t | 633美元    |
| 2009年 | 381,000盎司 | 5.18 g/t | 630美元    |
| 2010年 | 317,000盎司 | 5.16 g/t | 744美元    |
| 2011年 | 313,000盎司 | 4.82 g/t | 862美元    |
| 2012年 | 280,000盎司 | 4.79 g/t | 1,187美元  |
| 2013年 | 239,000盎司 | 4.94 g/t | 1,406美元  |
| 2014年 |             |          |            |
| 2015年 |             |          |            |

- 2004年的資料只採用5月至12月這八個月的數據。

## 資料來源
1. 1 2  . 2013-08-07  [2015-08-05]. （原始内容存档于2018-10-24）.
2. 1 2 3 4 5  Annual Report 2009 （页面存档备份，存于） AngloGold Ashanti website, 2010-08-09查閱
3. 1 2  Country report: Ghana - Obuasi （页面存档备份，存于） AngloGold Ashanti website, 2010-08-09查閱
4. ↑  Obuasi Gold Mine, Ghana （页面存档备份，存于） ayiajavon.com, 2010-08-09查閱
5. ↑  Obuasi Mine targets 500,000 ounces of gold production by 2013[永久] The Mail - Ghana News, 2010-08-09查閱
6. ↑  Arsenic pollution at Obuasi Goldmine, town, and surrounding countryside Environmental Health Perspective website, 1975-12-12發布, 2010-08-09查閱
7. ↑  Gold Rush: The impact of gold mining on poor people in Obuasi in Ghana （页面存档备份，存于） ghana-net.com, 2010-08-09查閱
8. 1 2  Ashanti Annual Report 2003 （页面存档备份，存于） 2010-08-10查閱
9. 1 2  Annual Report 2005 （页面存档备份，存于） AngloGold Ashanti website, 2010-08-09查閱
10. ↑  Annual Report 2006 （页面存档备份，存于） AngloGold Ashanti website, 2010-08-09查閱
11. 1 2 3 4 5  Annual Integrated Report 2013 （页面存档备份，存于）. AngloGold Ashanti website,，2015-12-28查閱。

## 外部連結
- AngloGold Ashanti website
- Obuasi mine (GHA-00013) Secretariat of the African, Caribbean and Pacific Group of States website